# Kwadwo Baah-Wiredu
Honourable Kwadwo Baah-Wiredu (* 1952 in Agogo; † 24. September 2008 in Südafrika) war ein ghanaischer Politiker. Neben seinem Sitz im Parlament Ghanas für den Wahlkreis Asante Akyem Nord war er in der Regierung unter Präsident John Agyekum Kufuor Finanzminister und Minister für Wirtschaftsplanung.
Baah-Wiredu besuchte zwischen 1967 und 1972 die High School in Kumasi. Er machte sein G.C.E. und schrieb sich zwischen 1972 und 1974 im Prempeh College ein. An der Universität von Ghana in Legon, einem Stadtteil von Accra studierte er und in Verwaltungswissenschaften ab. Im Jahr 1981 schrieb er sich am Institut für Wirtschaftsprüfung ein und schloss diesem im Jahr 1985 als Wirtschaftsprüfer ab.
Er hat in seiner beruflichen Karriere für viele Unternehmen gearbeitet, darunter waren Ghana Airways Corporation und die Volta River Authority, zuletzt war er Partner der Beraterfirma Asante Wiredu and Associates sowie bei Ananse Systems als Finanzmanager und Berater in der EDV-Abteilung tätig.
Im Wahljahr 1992 kandidierte er für einen Parlamentssitz, konnte jedoch aufgrund des Wahlboykotts nicht ins Parlament einziehen. Bei den Wahlen 1996, 2000 und 2004 gewann er jedoch den Wahlkreis Asante Akyem Nord und war seither Parlamentsmitglied.
Er war von 2001 bis 2003 Minister für lokale und ländliche Entwicklung, von 2003 bis 2005 Minister für Bildung, Jugend und Sport und ab folgte 2005 Yaw Osafo-Maafo im Amt des Ministers für Finanzen und Wirtschaftsplanung. Baah-Wiredu starb am 24. September 2008 in einem südafrikanischen Krankenhaus.